# 이주인정
이주인정(일본어: 伊集院町)은 일본 가고시마현 히오키군의 옛 정이다. 2005년 5월 1일 히가시이치키정·히요시정·후키아게정이 신설 합병해 히오키시가 성립하여 소멸했다.

## 지리
가고시마현 서부, 히키군(日置郡)의 중앙부에 위치하고 있다. 마을의 대부분이 산간지대였으나, 마을 중앙의 분지에 시가지가 형성되어 있었다. 히오키시가 된 지금도 히오키 시청이 있는 중심 시가지이다.

## 역사
- 1889년 4월 1일 - 정촌제 시행에 따라 히오키군 나카이주인촌이 성립하였다.
- 1922년 4월 1일 - 정으로 승격・개칭해 이주인정이 되었다.
- 1956년 9월 30일 - 시모이주인촌의 일부를 편입하였다.
- 2005년 5월 1일 - 히가시이치키정·히요시정·후키아게정과 합병해 히요키시가 되었다.

## 교통

### 철도
- 규슈 여객철도 가고시마 본선

### 도로
- 미나미큐슈 자동차도
- 국도 3호선

## 참고 문헌
- 角川日本地名大辞典編纂委員会,『角川日本地名大辞典 鹿児島県』1983, 角川書店